# Красочный сельсовет
Кра́сочный сельсове́т — упразднённое сельское поселение в составе Ипатовского района Ставропольского края Российской Федерации.
Административный центр — посёлок Красочный.

## География
Находится в центральной части Ипатовского района. Общая площадь территории муниципального образования — 379,1 км². Расстояние от административного центра муниципального образования до районного центра — 35 км.

## История
С 1 мая 2017 года, в соответствии с Законом Ставропольского края от 29 апреля 2016 года № 48-кз, все муниципальные образования Ипатовского муниципального района (городское поселение город Ипатово, сельские поселения село Большая Джалга, Большевистский сельсовет, село Бурукшун, Винодельненский сельсовет, Добровольно-Васильевский сельсовет, Золотарёвский сельсовет, Кевсалинский сельсовет, Красочный сельсовет, Леснодачненский сельсовет, Лиманский сельсовет, Мало-Барханчакский сельсовет, Октябрьский сельсовет, Первомайский сельсовет, Советскорунный сельсовет и Тахтинский сельсовет) были преобразованы, путём их объединения, в Ипатовский городской округ.

## Население
| 1989  | 2002  | 2010  | 2011  | 2012  | 2013  |
| ----- | ----- | ----- | ----- | ----- | ----- |
| 2561  | ↗3056 | ↘2451 | ↘2444 | ↘2371 | ↘2324 |
| 2014  | 2015  | 2016  | 2017  |       |       |
| ↘2271 | ↘2212 | ↘2208 | ↘2201 |       |       |

Национальный состав
По итогам переписи населения 2010 года на территории поселения проживали следующие национальности (национальности менее 1 %, см. в сноске к строке «Другие»):
| Национальность | Численность | Процент |
| -------------- | ----------- | ------- |
| Русские        | 2099        | 85,64   |
| Аварцы         | 114         | 4,65    |
| Цыгане         | 58          | 2,37    |
| Другие         | 180         | 7,34    |
| Итого          | 2451        | 100,00  |

## Состав поселения
До упразднения Красочного сельсовета в состав его территории входили 4 населённых пункта:
| № | Населённый пункт | Тип населённого пункта          | Население |
| - | ---------------- | ------------------------------- | --------- |
| 1 | Горлинка         | посёлок                         | ↘194      |
| 2 | Красочный        | посёлок, административный центр | ↘1449     |
| 3 | Малоипатовский   | посёлок                         | ↗214      |
| 4 | Новокрасочный    | посёлок                         | ↗228      |

## Местное самоуправление
- Совет депутатов сельского поселения Красочный сельсовет (состоял из 10 депутатов, избираемых на муниципальных выборах по одномандатным избирательным округам сроком на 5 лет)[18]
- Администрация сельского поселения Красочный сельсовет

Главы администрации
- с 13 марта 2011 года — Тембай Владимир Алексеевич, глава сельского поселения[19]

## Инфраструктура
- Социально-культурное объединение: Дом культуры (сдан в эксплуатацию в октябре 1981 года) и 3 сельских клуба[20][21]
- Участковая больница (1964 года[источник не указан 2941 день]) с амбулаторией и 3 фельдшерско-акушерскими пунктами[21]
- Отделение Сбербанка. Красочный
- Дом-интернат для престарелых и инвалидов «Красочный»[21]

## Образование
- Детский сад № 23 «Улыбка»[21]
- Средняя общеобразовательная школа № 5[21]
- Музыкальная школа (открыта в 1988 году)[20]

## Экономика
- Племенной завод имени Героя Социалистического Труда В. В. Калягина, являющийся градообразующим предприятием[21][22][23]

## Памятники
- Мемориал «Вечной славы». Открыт в 1975 году в честь 30-летия Победы в Великой Отечественной войне[20]